# Letnie Igrzyska Olimpijskie 1980
XXII Letnie Igrzyska Olimpijskie (oficjalnie Igrzyska XXII Olimpiady) rozgrywane były w Moskwie w dniach 19 lipca–3 sierpnia 1980. W zawodach olimpijskich udział brało 5217 sportowców. Igrzyska zostały zbojkotowane przez część krajów zachodnich.

## Przygotowania do igrzysk – bojkot
Decyzją Międzynarodowego Komitetu Olimpijskiego igrzyska olimpijskie w roku 1980 odbyły się w stolicy ówczesnego Związku Radzieckiego. Duch sportowej rywalizacji został osłabiony wskutek sytuacji politycznej, a zwłaszcza pogłębiania się zimnej wojny. Szereg państw, w tym Stany Zjednoczone, a także Kanada, Kenia, Norwegia i Republika Federalna Niemiec, zbojkotowały igrzyska w ramach sankcji względem ZSRR za interwencję w Afganistanie. Łącznie, w Moskwie zabrakło członków aż 63 reprezentacji państwowych. Imprezę tę zbojkotowała również Chińska Republika Ludowa, która od dłuższego czasu nie brała czynnego udziału w światowym życiu sportowym. Było to nie po myśli gospodarzy, którzy zainwestowali dziewięć miliardów dolarów w rozbudowę i modernizację infrastruktury oraz obiektów sportowych – właśnie z tej okazji w stolicy ZSRR wybudowano nowy kompleks sportowy. Dyscypliny żeglarskie rozegrano na wodach przybrzeżnych Tallinna (Pirita). Wszystkie koszty związane z organizacją ponieśli organizatorzy, którzy nie zgodzili się na współfinansowanie przez sponsorów.
W imprezie udział wzięło 81 narodowych reprezentacji, 5217 sportowców, w tym 4093 mężczyzn oraz 1124 kobiety. Program przewidywał rozegranie 203 konkurencji w 21 dyscyplinach.

## Państwa uczestniczące

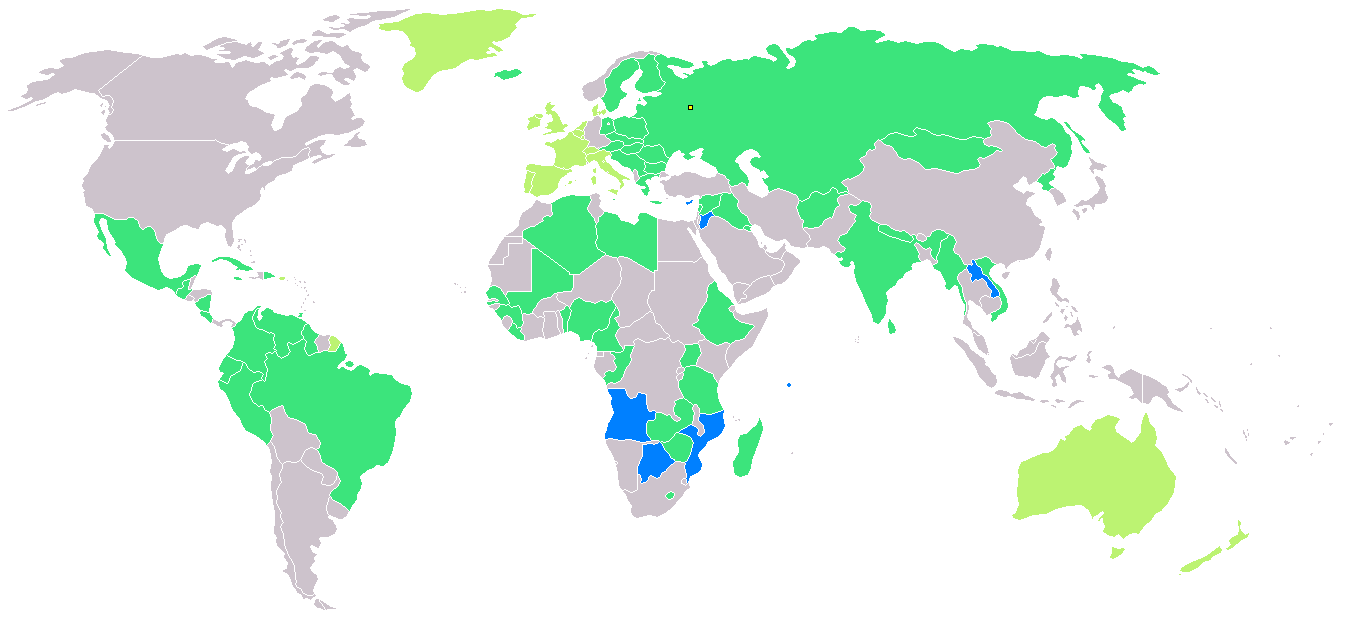
Państwa uczestniczące

| - Afganistan - Algieria - Andora - Angola - Australia - Austria - Belgia - Benin - Birma - Botswana - Brazylia - Bułgaria - Cypr - Czechosłowacja - Dania - Dominikana - Ekwador - Etiopia - Finlandia - Francja - Grecja - Gujana - Gwatemala - Gwinea - Hiszpania - Holandia - Indie | - Irak - Irlandia - Islandia - Jamajka - Jordania - Jugosławia - Kamerun - Kolumbia - Kongo - Korea Północna - Kostaryka - Kuba - Kuwejt - Laos - Lesotho - Liban - Liberia - Libia - Luksemburg - Madagaskar - Mali - Malta - Meksyk - Mongolia - Mozambik - Nepal - Nikaragua | - Nigeria - Nowa Zelandia - NRD - Peru - PRL - Portoryko - Portugalia - Rumunia - San Marino - Senegal - Seszele - Sierra Leone - Sri Lanka - Syria - Szwajcaria - Szwecja - Tanzania - Trynidad i Tobago - Uganda - Wenezuela - Węgry - Wielka Brytania - Wietnam - Włochy - Zambia - Zimbabwe - ZSRR |

Na igrzyskach w Moskwie zadebiutowało 5 państw: Angola, Botswana, Laos, Mozambik i Seszele. UWAGA: Większość krajów zachodnich, które wzięły udział w igrzyskach, występowało pod flagą olimpijską. Hiszpania, Nowa Zelandia i Portugalia występowały pod flagami własnych komitetów olimpijskich.

## Państwa bojkotujące igrzyska

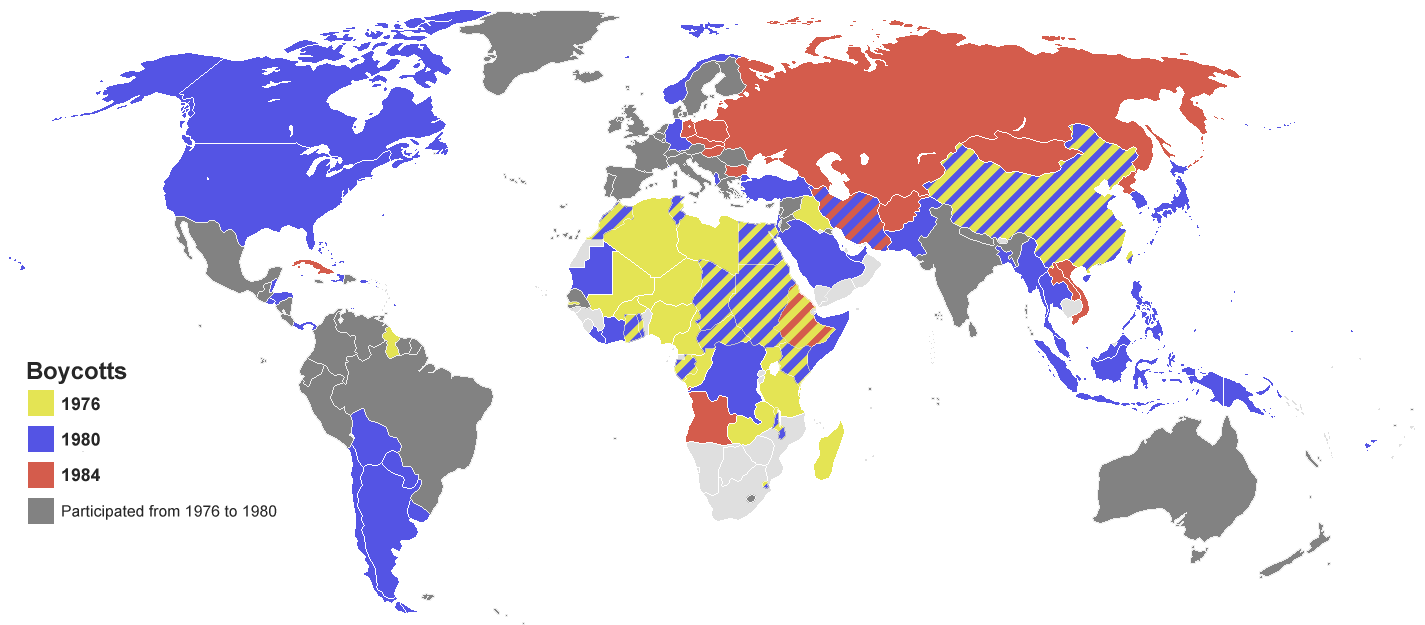
Państwa bojkotujące (na niebiesko)

| - Albania - Antigua i Barbuda - Antyle Holenderskie - Arabia Saudyjska - Argentyna - Bahamy - Bahrajn - Bangladesz - Barbados - Bermudy - Boliwia - Chile - Chiny - Czad - Egipt - Fidżi - Filipiny - Gabon - Gambia - Ghana - Haiti | - Honduras - Honduras Brytyjski - Hongkong - Indonezja - Izrael - Japonia - Kajmany - Kanada - Kenia - Korea Południowa - Liberia - Liechtenstein - Malawi - Malezja - Maroko - Mauretania - Monako - Niger - Norwegia - Pakistan | - Panama - Papua-Nowa Gwinea - Paragwaj - Republika Środkowoafrykańska - RFN - Salwador - Singapur - Somalia - Stany Zjednoczone - Suazi - Sudan - Tajlandia - Togo - Tunezja - Turcja - Urugwaj - Wybrzeże Kości Słoniowej - Wyspy Dziewicze Stanów Zjednoczonych - Zair - Zjednoczone Emiraty Arabskie |

## Wyniki

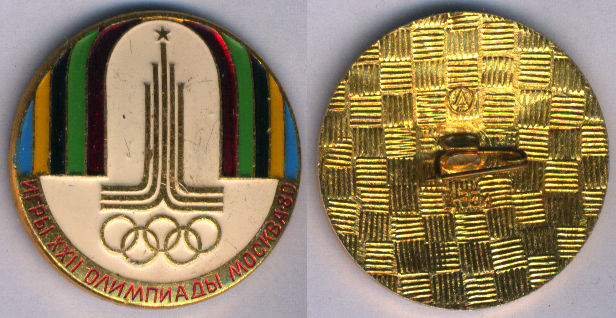
Plakietka pamiątkowa moskiewskich igrzysk olimpijskich

| - boks - gimnastyka - hokej na trawie - jeździectwo - judo - kajakarstwo - kolarstwo - koszykówka - lekkoatletyka - łucznictwo - pięciobój nowoczesny - piłka nożna |  | - piłka ręczna - piłka wodna - pływanie - podnoszenie ciężarów - siatkówka - skoki do wody - strzelectwo - szermierka - wioślarstwo - zapasy - żeglarstwo |

## Przebieg igrzysk – bohaterowie

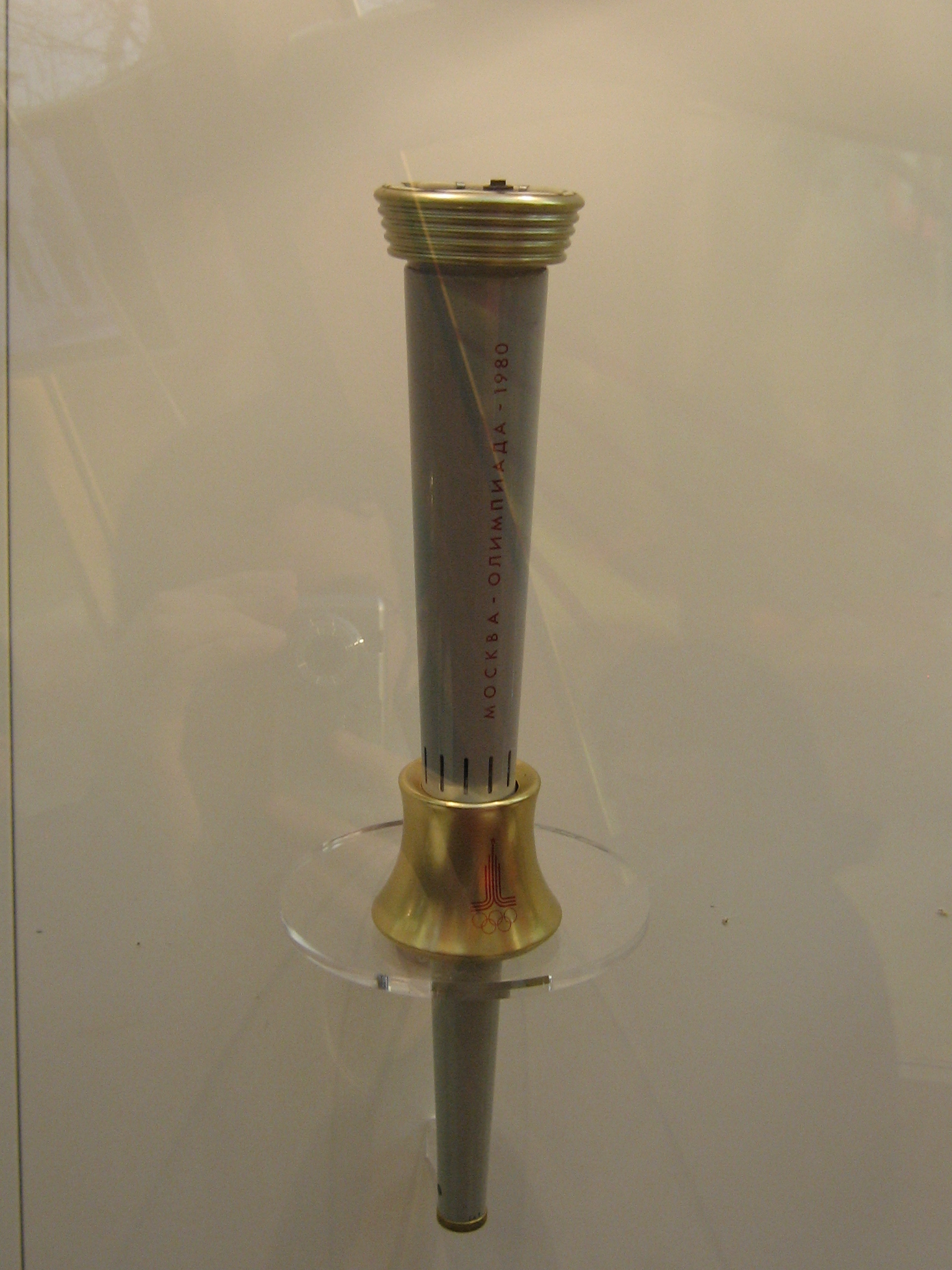
Znicz olimpijski

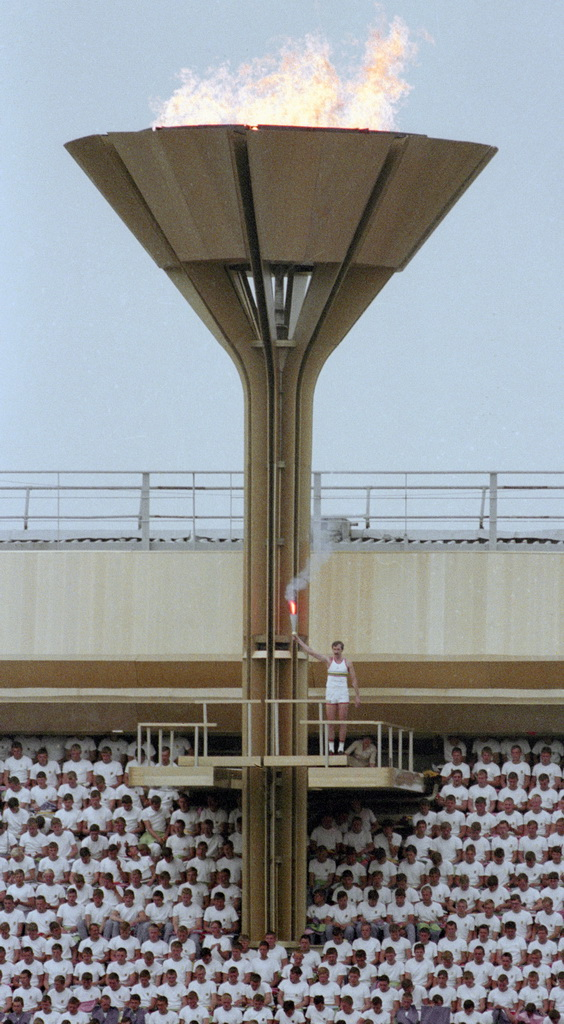
Zapalenie znicza olimpijskiego przez Siergieja Biełowa

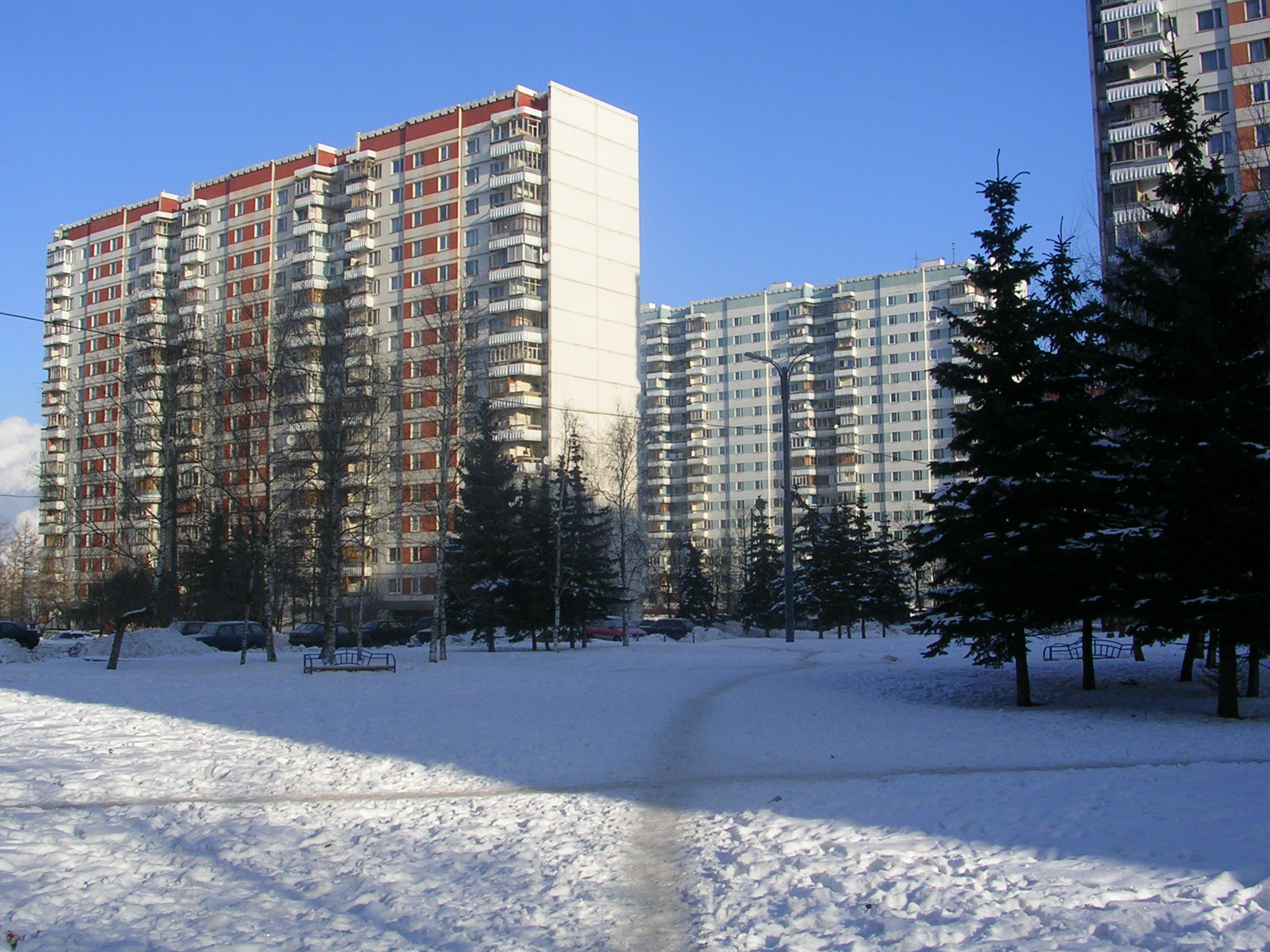
Wioska olimpijska

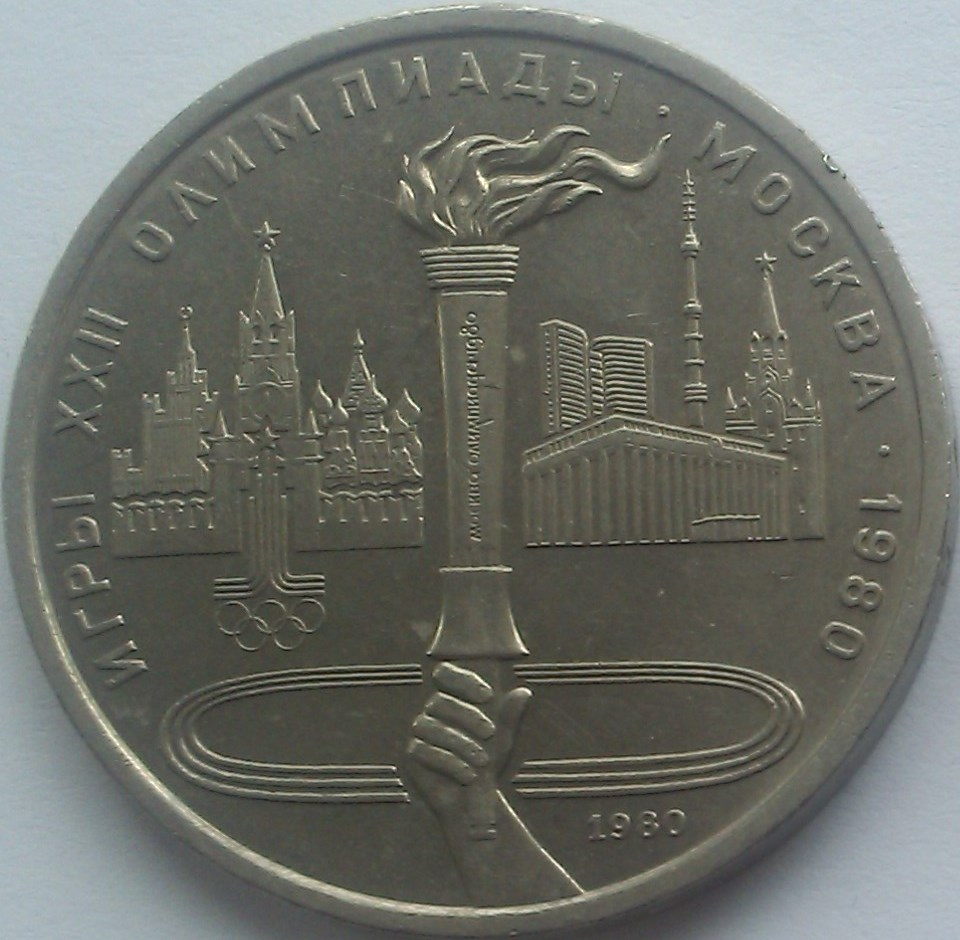
Radziecka moneta o wartości 1 rubla, wydana z okazji igrzysk w Moskwie

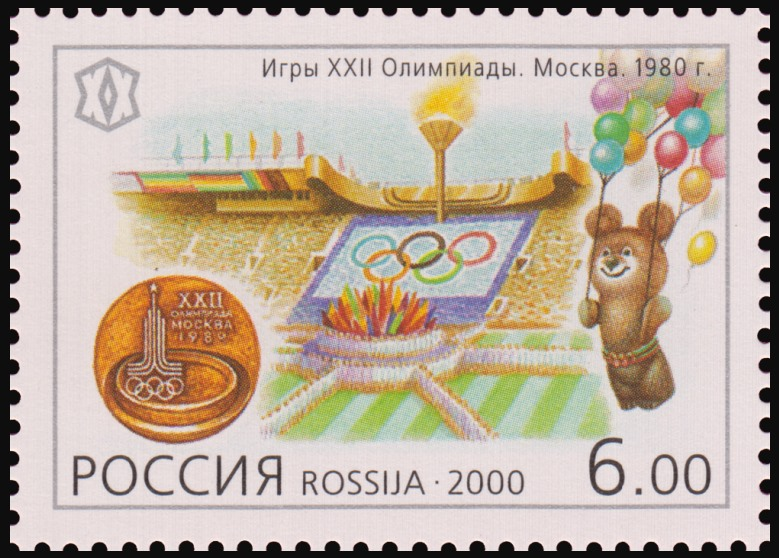
Misza (oficjalna maskotka Igrzysk) niesiony ku niebu balonami na rosyjskim znaczku pocztowym

Impreza rozpoczęła się w dniu 19 lipca, uroczystość otwarcia odbyła się na stadionie Łużniki; otworzył ją sekretarz generalny Komunistycznej Partii Związku Radzieckiego, Leonid Breżniew. Znicz olimpijski zapalił koszykarz Siergiej Biełow, a przyrzeczenie złożył gimnastyk Nikołaj Andrianow. Bojkot oznaczał, że nie dojdzie do wielu sportowych pojedynków, lecz mimo to poziom był bardzo wysoki, gdyż w czasie igrzysk pobito łącznie 36 dotychczasowych rekordów światowych. Każde z tego typu zmagań łączy się z wykreowaniem bohatera – tak było też i w tym wypadku; główną postacią tych igrzysk był gimnastyk Aleksandr Ditiatin, który zdobył osiem medali, w tym trzy złote, cztery srebrne i jeden brązowy. Warto tu wspomnieć, że sędziowie wielokrotnie przyznawali mu noty najwyższe, czyli „10”.
Na basenach, bieżniach oraz matach dochodziło do wielu spektakularnych pojedynków, które wspominane są do dziś. Jednym z najbardziej znanych był konkurs skoku o tyczce, który wygrał Władysław Kozakiewicz, a miejsce drugie zajął Tadeusz Ślusarski. Mimo nieprzychylnego nastawienia publiczności oraz najzwyklejszych oszustw (otwieranie i zamykanie wrót stadionu powodowało zmianę kierunku wiatru) Polacy zwyciężyli faworyta, Konstantina Wołkowa. Kozakiewicz po wykonaniu zwycięskiego skoku pokazał publiczności słynny gest, który został nazwany jego nazwiskiem. Po tym wydarzeniu ambasador ZSRR w Polsce, Borys Aristow, zażądał, aby sportowcowi odebrać medal. Wielu emocji dostarczył także konkurs skoku wzwyż, w którym udział wziął Jacek Wszoła. Zdobywca złotego medalu sprzed czterech lat zajął tym razem drugie miejsce, przegrywając tylko z reprezentantem NRD Gerdem Wessigiem. Podobnie sytuacja wyglądała w czasie biegu mężczyzn na dystansie 3000 metrów, w którym udział wziął Bronisław Malinowski. Jego największym rywalem był Tanzańczyk Filbert Bayi, który w połowie dystansu wyraźnie przyśpieszył i uzyskał znaczną przewagę nad Polakiem, ponad siedemdziesiąt pięć metrów. Ten jednak nie załamał się i nie zmieniając swego tempa dogonił i prześcignął przeciwnika.
W tym czasie na dystansach średnich niepodzielnie panowali przedstawiciele Wielkiej Brytanii, a zwłaszcza Steve Ovett na dystansie 1500 metrów i Sebastian Coe na 800 metrach. Byli oni faworytami w tych konkurencjach, lecz los sprawił, że sytuacja odwróciła się o 180 stopni – Ovett zwyciężył w biegu na 800 metrów, a Coe na 1500 metrów. W biegu maratońskim zwyciężył zawodnik NRD, Waldemar Cierpinski, który bronił tytułu z Montrealu, lecz w ciągu czterech lat rzadko brał udział w imprezach sportowych. Dzięki starannemu przygotowaniu ponownie stanął na najwyższym stopniu podium.
W jeździeckim konkursie skoków triumfował Jan Kowalczyk, który był jednym z faworytów już na igrzyskach olimpijskich w Meksyku 1968. Wraz z kolegami (Janusz Bobik, Wiesław Hartman, Marian Kozicki) wywalczył też srebrny medal w drużynowym konkursie skoków.
Bohaterem ringu był Kubańczyk Teófilo Stevenson, który trzeci raz z rzędu zdobył złoty medal w wadze ciężkiej. Podobnie działo się na basenie; królował tam Rosjanin Władimir Salnikow, który został mistrzem olimpijskim na dystansie 400 metrów stylem dowolnym, w sztafecie cztery razy 200 metrów, a także na dystansie 1500 metrów. Jako pierwszy przepłynął ten odcinek w czasie krótszym niż 15 minut. Po raz pierwszy w Moskwie rozegrano turniej hokeja na trawie drużyn kobiecych. Wystąpiło w nim sześć zespołów – Austria, Czechosłowacja, Indie, Polska, Zimbabwe oraz Związek Radziecki. Wygrały zawodniczki z Afryki, które pokonały w finale reprezentantki Czechosłowacji. Polki były debiutantkami, nie zdobyły punktu oraz bramki, tracąc przy tym aż osiemnaście goli. W turnieju męskim Polacy zajęli czwarte miejsce.
Polska reprezentacja liczyła 321 osób i zdobyła łącznie 32 medale, w tym 3 złote, 14 srebrnych i 15 brązowych. Wynik ten zapewnił dziesiąte miejsce w klasyfikacji medalowej. Pierwsze miejsce zajęli reprezentanci ZSRR, drugie – NRD, a trzecie – Bułgarii. Najwięcej medali, oprócz wyżej wspomnianego Aleksandra Ditiatina, zdobyły pływaczki Caren Metschuck (trzy złote medale i jeden srebrny), Barbara Krause (trzy złote medale) oraz Rica Reinisch (trzy złote medale) – wszystkie pochodziły z NRD, a także gimnastyk Nikołaj Andrianow, kajakarz Władimir Parfienowicz oraz pływak Władimir Salnikow (wszyscy trzej reprezentowali Związek Radziecki i zdobyli po trzy złote medale). XXII Letnie Igrzyska Olimpijskie zakończyły się w dniu 3 sierpnia 1980 roku.

## Medale zdobyte przez Polaków

### Złote
- Bronisław Malinowski – lekkoatletyka, bieg na 3000 m z przeszkodami
- Władysław Kozakiewicz – lekkoatletyka, skok o tyczce
- Jan Kowalczyk – jeździectwo, konkurs skoków indywidualnie

### Srebrne
- Paweł Skrzecz – boks, waga półciężka
- Janusz Bobik, Wiesław Hartman, Jan Kowalczyk, Marian Kozicki – jeździectwo, konkurs skoków drużynowo
- Czesław Lang – kolarstwo, szosa indywidualnie
- Urszula Kielan – lekkoatletyka, skok wzwyż
- Tadeusz Ślusarski – lekkoatletyka, skok o tyczce
- Jacek Wszoła – lekkoatletyka, skok wzwyż
- Leszek Dunecki, Zenon Licznerski, Marian Woronin, Krzysztof Zwoliński – lekkoatletyka, sztafeta 4 × 100 m
- Ludomir Chronowski, Piotr Jabłkowski, Andrzej Lis, Mariusz Strzałka, Leszek Swornowski – szermierka, szpada drużynowo
- Małgorzata Dłużewska, Czesława Kościańska – wioślarstwo, dwójka bez sternika
- Władysław Stecyk – zapasy – styl wolny, waga musza
- Józef Lipień – zapasy – styl klasyczny, waga kogucia
- Andrzej Supron – zapasy – styl klasyczny, waga lekka
- Jan Dołgowicz – zapasy – styl klasyczny, waga średnia
- Roman Bierła – zapasy – styl klasyczny, waga ciężka

### Brązowe
- Krzysztof Kosedowski – boks, waga piórkowa
- Kazimierz Adach – boks, waga lekka
- Kazimierz Szczerba – boks, waga półśrednia
- Jerzy Rybicki – boks, waga średnia
- Janusz Pawłowski – judo, waga piórkowa
- Lucyna Langer – lekkoatletyka, bieg na 100 m ppł.
- Agnieszka Czopek – pływanie, 400 m styl zmienny
- Tadeusz Dembończyk – podnoszenie ciężarów, waga kogucia
- Marek Seweryn – podnoszenie ciężarów, waga piórkowa
- Tadeusz Rutkowski – podnoszenie ciężarów, waga superciężka
- Barbara Wysoczańska – szermierka, floret indywidualnie
- Lech Koziejowski, Adam Robak, Bogusław Zych, Marian Sypniewski – szermierka, floret drużynowo
- Grzegorz Nowak, Grzegorz Stellak, Ryszard Stadniuk, Adam Tomasiak, Ryszard Kubiak (sternik) – wioślarstwo, czwórka ze sternikiem
- Aleksander Cichoń – zapasy – styl wolny, waga półciężka
- Adam Sandurski – zapasy – styl wolny, waga superciężka

## Statystyka medalowa
| Klasyfikacja medalowa              |                 |       |        |      |       |
| Lp.                                | Państwo         | złoto | srebro | brąz | razem |
| 1                                  | ZSRR            | 80    | 69     | 46   | 195   |
| 2                                  | NRD             | 47    | 37     | 42   | 126   |
| 3                                  | Bułgaria        | 8     | 16     | 17   | 41    |
| 4                                  | Kuba            | 8     | 7      | 5    | 20    |
| 5                                  | Włochy          | 8     | 3      | 4    | 15    |
| 6                                  | Węgry           | 7     | 10     | 15   | 32    |
| 7                                  | Rumunia         | 6     | 6      | 13   | 25    |
| 8                                  | Francja         | 6     | 5      | 3    | 14    |
| 9                                  | Wielka Brytania | 5     | 7      | 9    | 21    |
| 10                                 | Polska          | 3     | 14     | 15   | 32    |
| Zobacz pełną klasyfikację medalową |                 |       |        |      |       |